# Boskoop

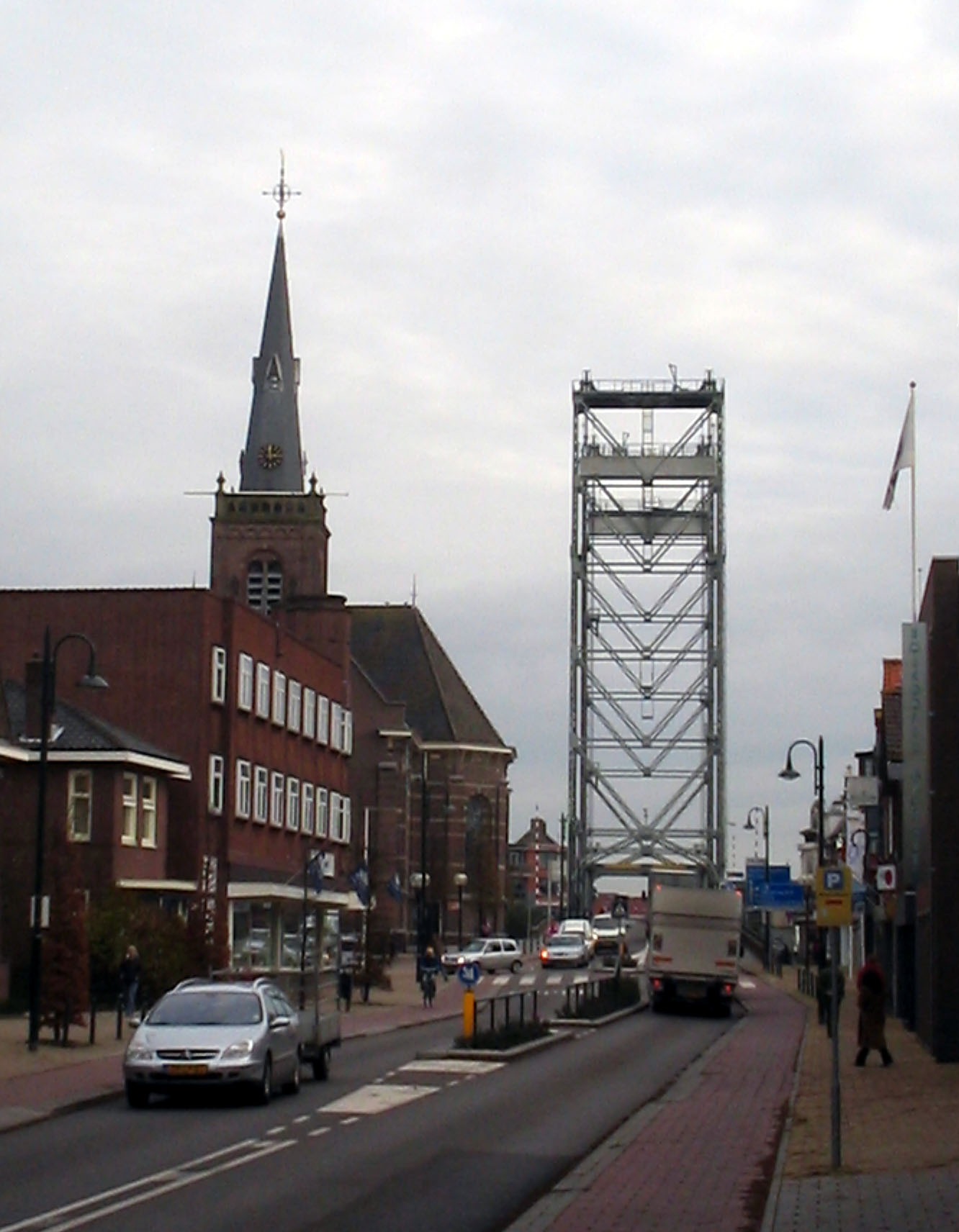
Centro de Boskoop.

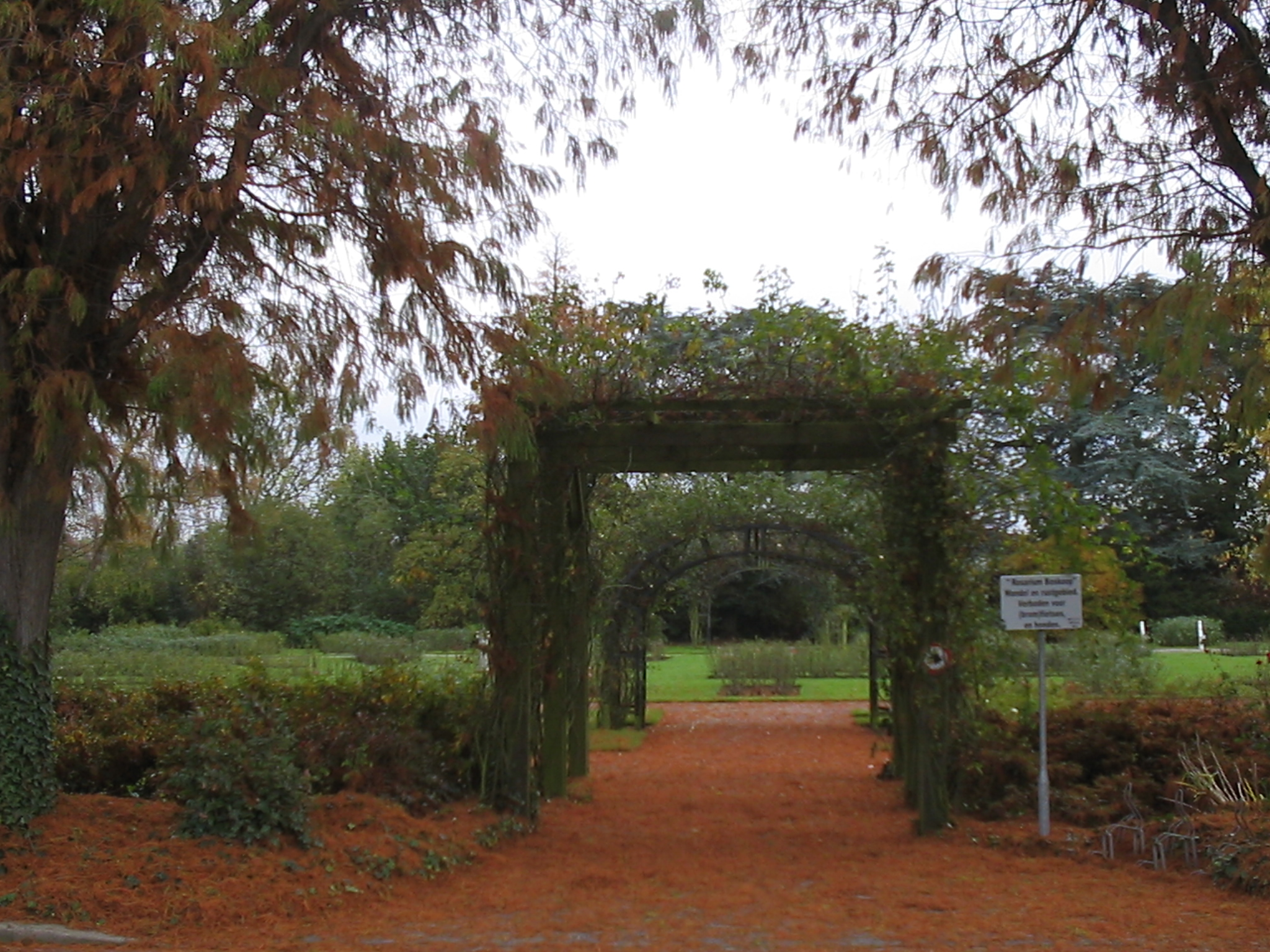
Rosaleda de Boskoop.

Boskoop (pronunciación en neerlandés: /ˈbɔskoːp/ⓘ) Boskoop (Pronunciación holandesa: [ˈbɔskoːp] ⓘ) es una ciudad de la provincia de Holanda Meridional. Era un municipio independiente hasta que se fusionó con Alphen aan den Rijn en 2014. La ciudad tenía una población de 15.050 habitantes en 2012 y cubre un área de 7,29 km. 2 (2,81 millas cuadradas) de los cuales 1,39 km² (0,54 millas cuadradas) mi) es agua. Es la zona de floricultura incorporada más grande del mundo.
Boskoop es famoso por sus viveros, particularmente de plantas leñosas y perennes, de los cuales unos 774 están situados en largas extensiones de tierra, divididas por canales estrechos. Antes de la Segunda Guerra Mundial casi todo el transporte se realizaba mediante embarcaciones estrechas. De estos días quedan algunas pasarelas excepcionalmente altas que cruzan algunos de los canales más anchos (principales). Entre las guerras mundiales se pasó del cultivo de frutas a plantas y árboles decorativos de jardín. Como fuente de conocimientos técnicos sobre el arte del cultivo de plantas decorativas, Boskoop sigue siendo mundialmente reconocido y único.
El nombre "Boskoop" se ha otorgado a una cultivar de manzana ('Belle de Boskoop') que está ampliamente distribuida en los Países Bajos, hasta una variedad de uva ('Boskoop Glory'), también a una variedad de Calluna (Boskoop), 'Boskoop Glory (Weigela) y grosella negra ('Boskoop Giant').

## Geografía
Boskoop está situado en el "Corazón Verde" (nl: Groene Hart) de RandstadAlphen aan den Rijn en el centro del pueblo conecta ambas orillas del río Gouwe mediante un puente levadizo vertical entre Alphen aan den Rijn (al norte) y Waddinxveen (al sur). El municipio limita al este con Waddinxveen (al norte) y  entre Gouwe, que abarca ambos lados del río 

## Historia
Se supone que Boskoop se originó en el asentamiento "Ten Bussche", fundado por Guillermo I, conde de Holanda, en 1204. En 1222, la Abadía de Rijnsburg pasó a ser propietaria de Boskoop. La Abadía decidió ampliar su inventario de árboles y arbustos haciendo que los agricultores cultivaran más árboles de los que necesitarían para sus propios huertos. Del siglo XV al XVII se produjeron cada vez más árboles y se introdujeron plantas decorativas. A finales del siglo  XIX, Boskoop comenzó con la exportación de sus productos, siendo Alemania su primer cliente.
La historia de Boskoop estuvo muy influenciada por su ubicación sobre una gruesa capa de turba. Cuando la Abadía de Rijnsburg se convirtió en propietaria de Boskoop, comenzó la recolección de turba para combustible. Pero a diferencia de otros pueblos del "Corazón Verde" donde la recolección extensiva de turba dio lugar a la formación de grandes estanques y lagos, Boskoop estaba demasiado lejos de las principales ciudades y la recolección de turba no era rentable. Además, la abadía no permitió la excavación de la capa de turba en sus tierras. Así que Boskoop todavía tiene suelo fértil para la agricultura y la horticultura.
Un obstáculo para la arboricultura era el alto nivel de agua subterránea, que estaba justo debajo de la superficie en Boskoop. Se cavaron muchos canales y zanjas para drenar las aguas de lluvia, hasta 2000 km en un momento de su historia. En consecuencia, gran parte del transporte se realizaba por medio de estas vías fluviales. Gracias a la introducción de nuevos métodos de drenaje que redujeron el nivel freático, muchas zanjas pudieron volver a llenarse. Sin embargo, a principios del {{siglo| XXI|| s|1}, todavía hay muchos canales en Boskoop de los que dependen muchos viveros para el transporte. Como resultado, a Boskoop a veces se le llama "pequeño Giethoorn". Hoy en día, la mayoría de las plantas se cultivan directamente en macetas, a diferencia de en campo abierto, y se envían a subasta directamente desde el vivero. La viabilidad de la industria de viveros en Boskoop también está en riesgo, ya que la producción de viveros ha pasado a la producción en contenedores, en lugar del cultivo en el campo. El pequeño tamaño de los viveros, la incapacidad de mecanizar, las regulaciones gubernamentales, el alto costo de la tierra y el alto costo de la mano de obra han aumentado la presión económica sobre la industria de viveros de Boskoop.
El municipio de Boskoop había estado en apuros financieros durante varios años, en parte debido al alto coste del mantenimiento de las carreteras que se hundían constantemente, antes de fusionarse en Alphen aan den Rijn. El 1 de enero de 2014, el municipio se fusionó con Alphen aan den Rijn al mismo tiempo que Rijnwoude. Cuando se disolvió, el municipio tenía una población de 15.196 y una superficie total de 16,95 km² (6,54 sq mi).